# Kamenec pod Vtáčnikom
Kamenec pod Vtáčnikom (in tedesco  Kammenetz bei der Vogelsberg, in ungherese Kemenec) è un comune della Slovacchia facente parte del distretto di Prievidza, nella regione di Trenčín.
Il comune è sorto nel 1955 per l'unione di due preesistenti municipalità: Horný e Dolný Kamenec. Ambedue i centri sono menzionati per la prima volta in un documento storico nel 1355 come feudo dei Csáky. Successivamente passarono a varie famiglie nobili: Kosztolány, Rajcsány, Majthény, Simony Brogyanyi/Brodzanský e Papezs/Papežov. Nel 1663 subirono le devastazioni dei Turchi.